# Symplecta (Trimicra) macquariensis
Symplecta (Trimicra) macquariensis is een tweevleugelige uit de familie steltmuggen (Limoniidae). De soort komt voor in het Australaziatisch gebied.